# Еберхард I фон Хоенфелс
Еберхард I фон Хоенфелс (на немски: Eberhard I von Hohenfels; † 1432) е господар на замък Хоенфелс в ландграфство Хесен-Дармщат и на господството Райполтскирхен в Рейнланд-Пфалц.

## Произход
Той е най-големият син на Конрад II фон Хоенфелс († 1392) и съпругата му Ида фон Ербах-Ербах († сл. 1402), дъщеря на шенк Еберхард VIII фон Ербах-Ербах († 1373) и графиня Елизабет фон Катценелнбоген († 1385). Майка му се омъжва втори път пр. 27 март 1401 г. за фогт Николаус V фон Хунолщайн († 1431). Така той е полубрат на фогт Николаус VI фон Хунолщайн († 1455).

## Фамилия
Еберхард I фон Хоенфелс се жени за вилдграфиня Уда фон Кирбург, внучка на вилдграф Герхард II фон Кирбург († 1356), дъщеря на вилдграф Герхард III фон Кирбург († 1408) и Аделхайд фон Велденц († 1403). Те имат децата:
- Еберхард II фон Хоенфелс († сл. 1464), господар на Райполтскирхен, женен на 12 септември 1446 г. за Ирмгард фон Грайфенклау († сл. 1468), родители на Йохан I фон Хоенфелс († 1516)
- Ева фон Хоенфелс († 1480), омъжена за Фридрих фон Кеселщат-Фьорен († сл. 1482)